# Batalla de Queronea (86 a. C.)
La batalla de Queronea (en latín: Chaeronea; griego antiguo: Χαιρώνεια) fue un enfrentamiento militar librado en Beocia en 86 a. C., entre el ejército de la República romana, mandado por el procónsul Lucio Cornelio Sila, y el ejército del Reino del Ponto, dirigido por los generales Arquelao y Taxiles.

## Antecedentes
En el 89 a. C., Mitrídates VI del Ponto inició la primera guerra mitridática venciendo en el río Amnias a Nicomedes IV, rey de Bitinia, y en el monte Escorobas al legado Manio Aquilio, jefe de la delegación y el ejército romanos en Asia Menor. Al año siguiente, Mitrídates continuó expandiéndose por toda la península de Anatolia desde Frigia. Avanzó desde Misia y entrando en la provincia de Asia. Luego envió a sus lugartenientes en las vecinas Licia, Panfilia y Jonia.
Laodicea aún resistía gracias a los refuerzos traídos por el procónsul Quinto Oppio, pero Mitrídates anunció a los habitantes: «Rey Mitrídates promete a los laodicenses no sufrirán ningún daño si entregan a Oppio». Después del anuncio, los residentes dejaron en libertad a los mercenarios y entregaron al procónsul con sus lictores, los cuales fueron perdonados. Poco después, Aquilio fue capturado y ejecutado brutalmente por los pónticos por considerarlo el culpable de la guerra. En ese punto, la mayoría de las ciudades asiáticas habían recibido a Mitrídates como un libertador del yugo romano. Sólo Rodas permaneció leal a Roma.

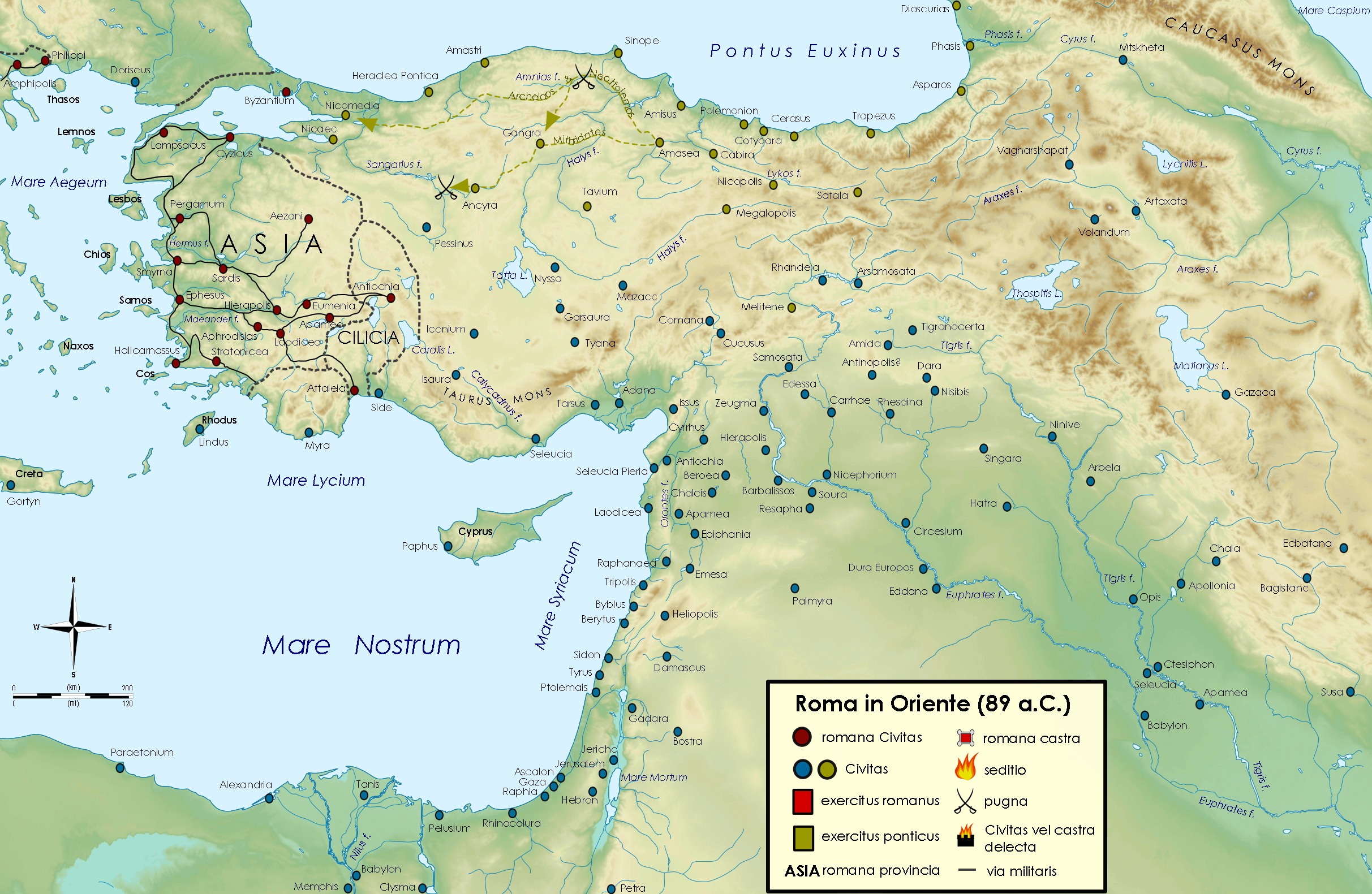
Guerra en el 89 a. C., expansión del Ponto en Anatolia.

Tan pronto le llegó la noticia, el Senado romano emitió una declaración de guerra formal al rey póntico, aunque en la ciudad había desacuerdos entre las facciones de optimates y populares y la Guerra Social aún no había acabado. Se acabó decidiendo que el cónsul Lucio Cornelio Sila marcharía a Asia. Entre tanto, Mitrídates ordenó el matar de todo ciudadano romano o cualquier persona que hablara alguna de las lenguas itálicas. Fueron las vísperas asiáticas, en las que se asesinaron a 80 000 personas en toda Asia Menor; Plutarco habla de hasta 150 000. La situación empeoró para los romanos cuando se produjo una rebelión en Acaya. El gobierno de Atenas fue derrocado por Aristion, partidario de Mitrídates, quien lo llamó amigo. El rey póntico pasaba a convertirse en una especie de nuevo Alejandro Magno que liberaría a los griegos.
Durante el invierno del 88-87 a. C., la flota póntica invadió Delos al mando del almirante Arquelao porque se había rebelado contra los atenienses; después les devolvió a estos todas sus fortalezas. Así Mitrídates se ganó el apoyo de los aqueos, lacedemonios y beocios. Sólo Tespias se resistió pero cayó tras un breve asedio. Otro ejército póntico, comandado por Metrófanes asolaba Eubea, Demetríade y Magnesia por negarse a apoyar a su rey. Sin embargo, los romanos seguían sin enviar tropas por los enfrentamientos entre los populares de Cayo Mario y los optimates de Sila.

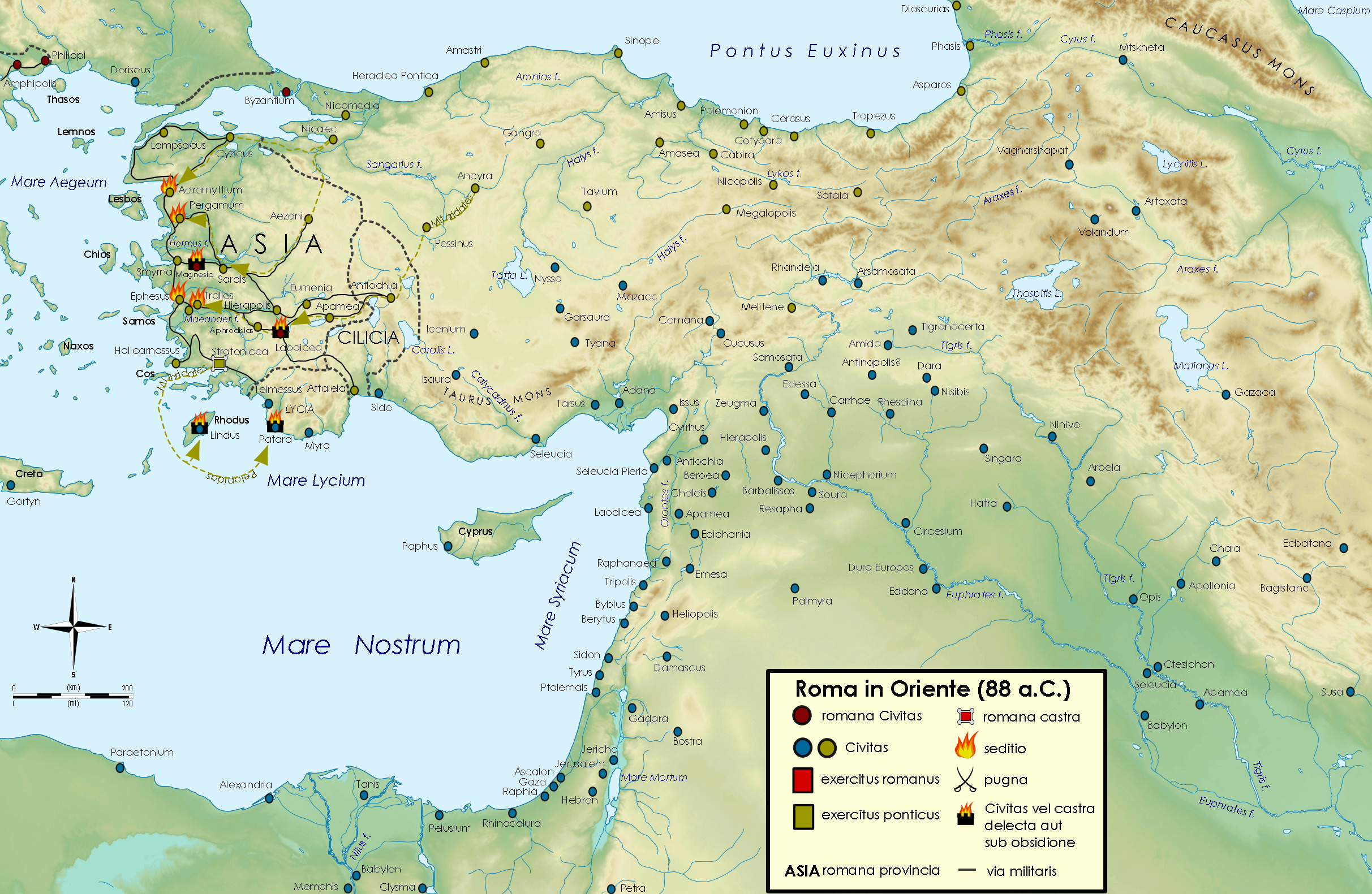
Guerra en el 88 a. C., ofensiva póntica en la provincia romana de Asia.

Mientras Sila estaba preparando el ejército que enfrentaría a Mitrídates, Mario convenció al tribuno de la Plebe, Publio Sulpicio Rufo, de convocar al Senado a una reunión extraordinaria para anular el mando de Sila y dárselo a Mario. Sila estaba en la Campania, con rumbo a Capua para embarcarse al Oriente, cuando supo de la sesión y eligió las seis legiones que le eran más leales. En un acto sin precedentes marchó sobre Roma, violó el pomerium (perímetro sagrado de la ciudad), persiguió a sus principales oponentes y volvió a Capua, donde se embarcó con el grueso de sus legiones.

## Campaña de Sila

### Atenas
En marzo del 86 a. C. caía Atenas y poco después el puerto de El Pireo (donde estaba Arquelao) ante Sila. El general romano aprovechó de vengar la masacre de sus conciudadanos aniquilando a los atenienses. Estos, por el hambre, estaban demasiado débiles para escapar. No se perdonó ni a las mujeres ni a los niños. Muchos griegos se lanzaron voluntariamente sobre las espadas romanas para morir. Unos pocos, entre ellos Aristion, se refugiaron en la Acrópolis, pero Sila no pudo asaltarla por no tener madera porque el Odeón había sido incendiado.
Sin embargo, Sila no permitió quemar la urbe, aunque si el saquearla. Los legionarios encontraron en muchas casas carne humana que habían comido los defensores durante el asedio. Al día siguiente vendió a los sobrevivientes como esclavos, y a unos pocos hombres libres que lograron escapar a la matanza les prometió la libertad pero sin derecho a ser electores por su traición, castigo que transmitieron a sus descendientes.

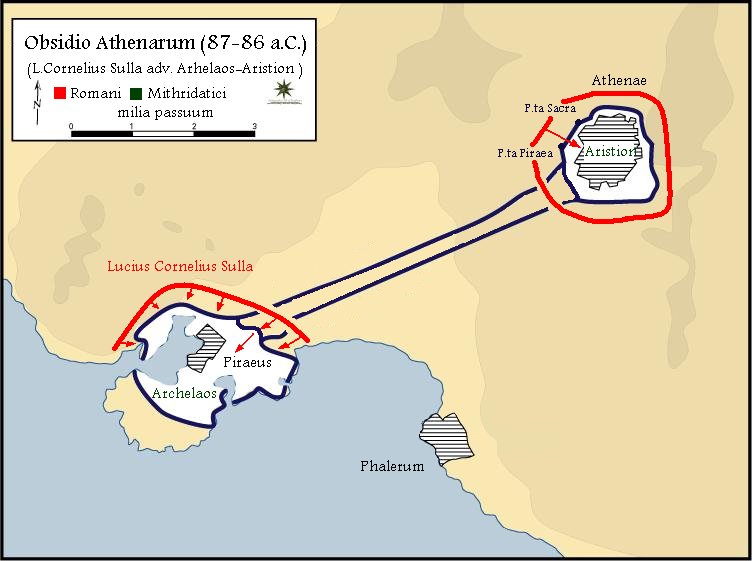
Mapa del asedio de Atenas y El Pireo.

Luego, Sila construyó torres de vigilancia alrededor de la Acrópolis y obligó a Aristión y los pocos seguidores que le quedaban a rendirse por hambre. El general ordenó ejecutar al tirano y a todos aquellos que tuvieron autoridad o estatus de ciudadano romano y habían participado de la rebelión. Sila perdonó a quienes jamás se le habían aplicado las leyes romanas. Luego sacó del tesoro de la Acrópolis 20 libras de oro y 600 de plata como compensación. Poco después vino el turno de El Pireo. Los legionarios, estimulados por su comandante, rompieron con máquinas de asedio una sección de las murallas recién construidas y aún débiles, pero Arquelao huyó por mar pues Sila no tenía flota. El general póntico huyó a Tesalia a través de Beocia, donde llevó su ejército a Las Termópilas para unirse al del tracio Dromiquetes, aunque Plutarco dice que era Taxiles.
Sila persiguió al enemigo moviéndose hacia Beocia. Parece que se le había sumado un importante contingente de 6000 soldados venidos de Tesalia al mando de un tal Hortensio, posiblemente Quinto Hortensio.

### Búsqueda de Sila
Después de unirse Sila y Hortensio, los romanos ocuparon una colina arbolada en la planicie de Elateia, en cuyas faldas corría un pequeño río llamado Philoboetus. Mientras los romanos estaban acampados aparecieron sus enemigos, que los calcularon en 1500 jinetes y 15 000 infantes, por lo que los oficiales pónticos animaron a Arquelao a atacar de inmediato, y éste llenó la llanura con su ejército. Sila se negó a luchar, no tenía ninguna ventaja en ese terreno y sus tropas estaban atemorizadas por el poderío enemigo.

No era tampoco pequeña parte para el espanto y el terror la riqueza y brillantez con que se presentaban, porque el resplandor de las armas, guarnecidas graciosamente con plata y oro, y los colores de las túnicas de la Media y la Escitia, adornadas con el bronce y el hierro, que brillaban a lo lejos, al moverse y sacudirse semejaban al fuego, y hacían una vista tan terrible, que los Romanos se estaban retirados dentro del valladar, y no halló Sila modo alguno ni palabras que bastasen a desvanecer su asombro; viéndose precisado, por cuanto no quería tampoco violentar a los que así resistían, a haber de estarse quieto y aguantar con el mayor desabrimiento la mofa y el escarnio de los bárbaros, que al cabo fue lo que más le aprovechó.

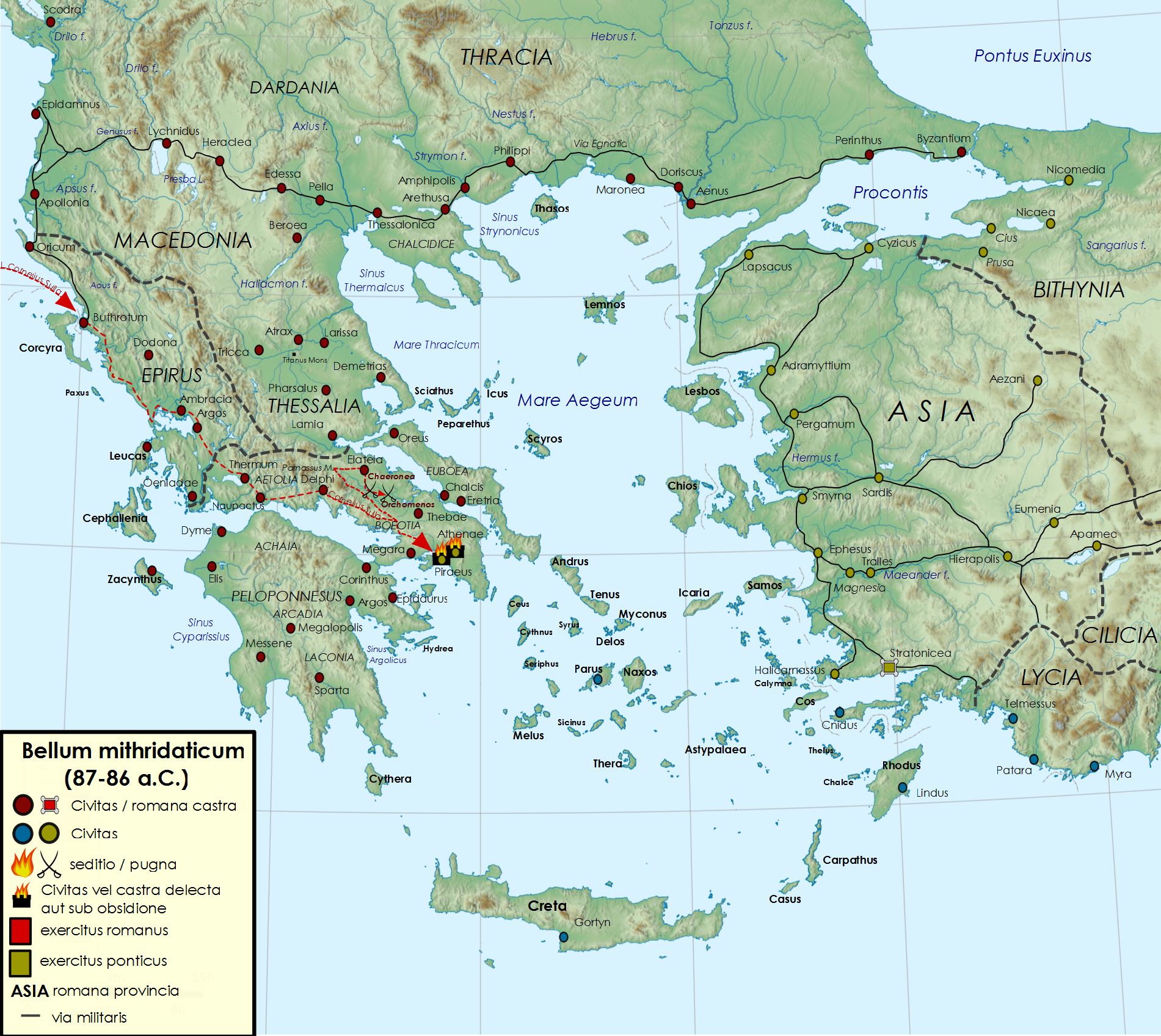
Contraofensiva romana a cargo de Sila (87-86 a. C.).

En este punto muerto de las tropas pónticas, poco propensas a obedecer a su general, muy pocas se quedaron en sus trincheras y el resto se dispuso a saquear las zonas circundantes, incluso alejándose durante muchos días del campamento. Destruyeron las ciudades de Panopeo y Lebadea (con su oráculo) sin que sus comandantes lo ordenaran. Esto molestó profundamente a Sila, pero se dedicó a construir fosos y desviar el curso del Cefiso. Al cabo de tres días algunos soldados pidieron que presentara batalla, pero Sila les acusó de querer escapar del trabajo más que desear luchar. Después les señaló el sitio donde estaban las ruinas de la ciudadela de Parapotamios, contigua al monte Hedilio y atravesada por el río Aso, que se une al Cefiso; ahí les mando a hacer un nuevo campamento. El procónsul sabía que esa posición era ventajosa, así que desalojó al enemigo de ahí.

### Hacia la batalla final

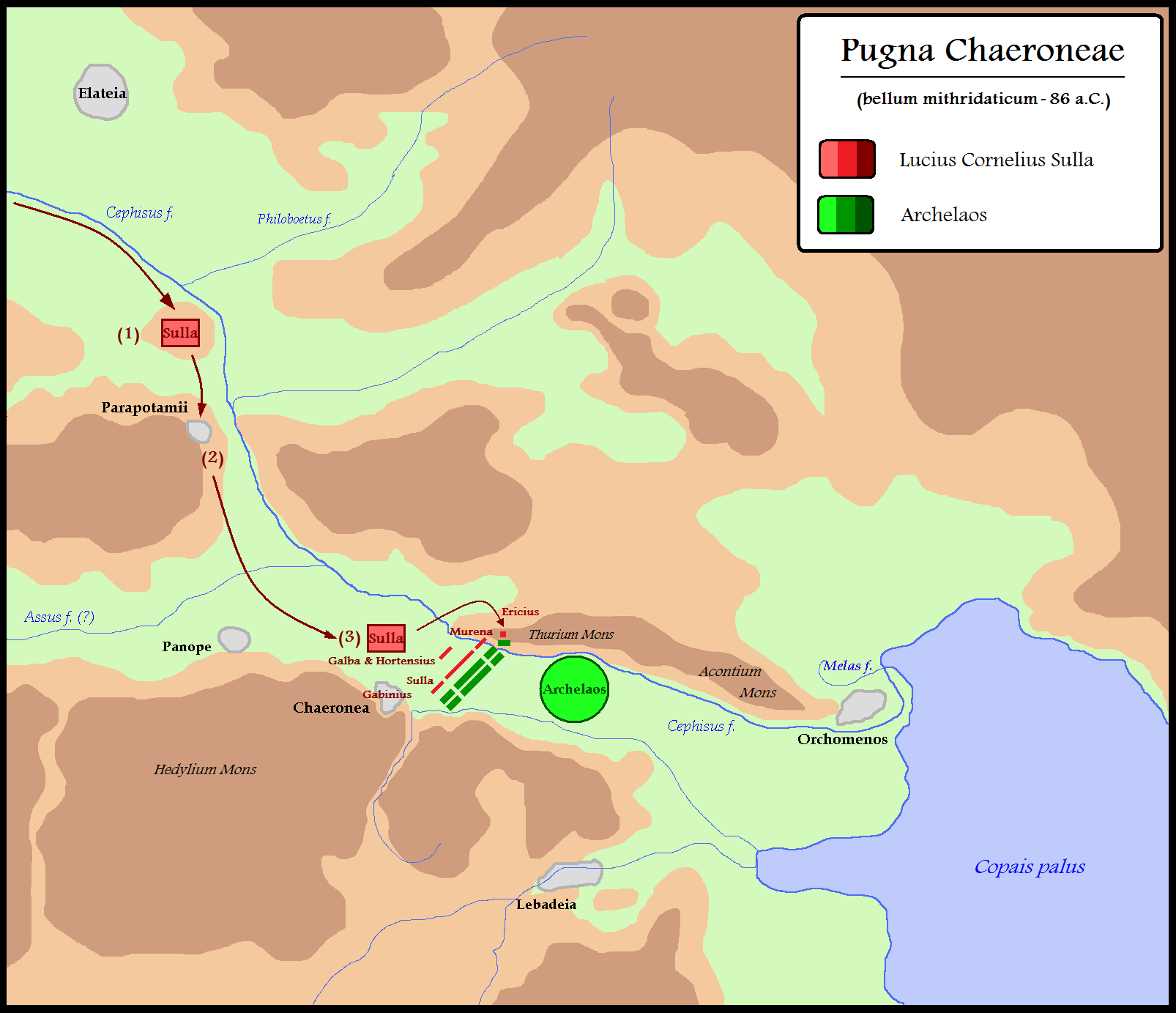
Mapa de los movimientos inmediatamente previos o al comienzo de la batalla.

Arquelao siguió hacia Calcis con Sila siguiéndolo de cerca, a la espera del momento y las condiciones ideales para luchar. Los pónticos continuaron hacia Queronea para ocupar la villa, pero los ciudadanos de aquella, enrolados en el ejército romano, suplicaron al procónsul que no dejara a sus familias caer en manos del enemigo. Sila envió una legión al mando del tribuno Aulo Gabinio a salvar a Queronea de ser saqueada.
Sila cruzó el río Aso y acampó a los pies del monte Hedilio, acampando frente a Arquelao, que había establecido su base entre el Hedilio y el monte Acontium, en una localidad llamada Hesse pero que después se llamaría Arquelao. Tras un día de descanso, Sila realizó sacrificios rituales a orillas del Cefiso y después siguió su marcha a Queronea, dejando al pretor Lucio Licinio Murena con una legión y dos cohortes atrás como reserva. El procónsul deseaba reunirse con Gabinio y explorar el monte Thurium, ocupado por el enemigo. Cuando vio que Arquelao había acampado en una región rocosa cercana a Queronea de la que no había posibilidad de escape, tomó posesión de una amplia llanura cercana y formó su ejército para obligar a los pónticos a luchar. La pendiente de la llanura favorecía a los romanos, tanto para avanzar como para retroceder.
Cuando Sila llegó a Queronea, Gabino le llevó una corona de laurel. A la vez, sucedió que dos ciudadanos locales, Omoloico y Anassidamo, le prometieron expulsar del Thurium a los pónticos ahí estacionados, siempre que pudieran llevar un grupo de soldados romanos por un camino poco conocido. Esta sendero conducía desde Petrachus a través de un lugar llamado Museum hasta la cima del monte Thurium, por encima de las tropas de Arquelao. Tras constatar la opinión favorable de Gabinio, Sila confió un contingente al mando del tribuno Ericio a los dos hombres. Poco después llegaron a la cima de la colina.

## Fuerzas enfrentadas

### Romanos
Según las Memorias del propio Sila, el ejército romano se componía de menos de 15 000 infantes y no más de 1500 jinetes, pero esto no concuerda con que tuviera cinco legiones a su mando, fuerza equivalente a 20 000 o 30 000 legionarios. A estos había que agregar a los aliados del Peloponeso, Macedonia, Tesalia y Etolia recientemente reclutados y una fuerza de caballería de unas 6000 monturas hasta sumar unos 40 000 efectivos, equivalente a apenas un tercio de la fuerza enemiga e igual al ejército con que volvió a Italia en 83 a. C.. Algunos autores modernos creen que Sila en sus Memorias decía la verdad e incluía a los refuerzos de Hortensio en sus cifras.
Los romanos formaron su línea en forma clásica, infantería en el centro y caballería en las alas, con una pequeña reserva en retaguardia y algunas tropas en el Thurium.

### Pónticos
El ejército de Arquelao era bastante superior en número. Incluía pónticos, tracios, escitas, capadocios, bitinios, gálatas y frigios. En el siglo II, Plutarco decía que eran 100 000 infantes, 10 000 jinetes y 90 carros falcados. Apiano, en la misma centuria, estimaba en 120 000 efectivos el total y seguido por Flavio Eutropio y Paulo Orosio en los siglos IV y V respectivamente. Memnón de Heraclea Póntica da la cifra más baja: 60 000. La mayoría de los eruditos actuales creen que sus cifras, respecto de ejércitos campales, son las más realistas. Algunos autores modernos creen que, como los pónticos triplicaban a los romanos pero a la vez que eran ciertas las cifras de Sila, el ejército de Arquelao debía sumar alrededor de 40 000 combatientes. La ventaja en caballería fue importante para el desarrollo de la campaña, pues Arquelao buscó constantemente una planicie abierta donde poder aprovecharla.
En primera línea estaban la caballería seguida de los carros falcados. La segunda se componía de infantería ligera. La tercera de los infantes de línea pónticos, aunque el ala derecha de esta última estaba formada por los calcáspidas, «escudos de bronce», la falange de élite póntica.

## Batalla

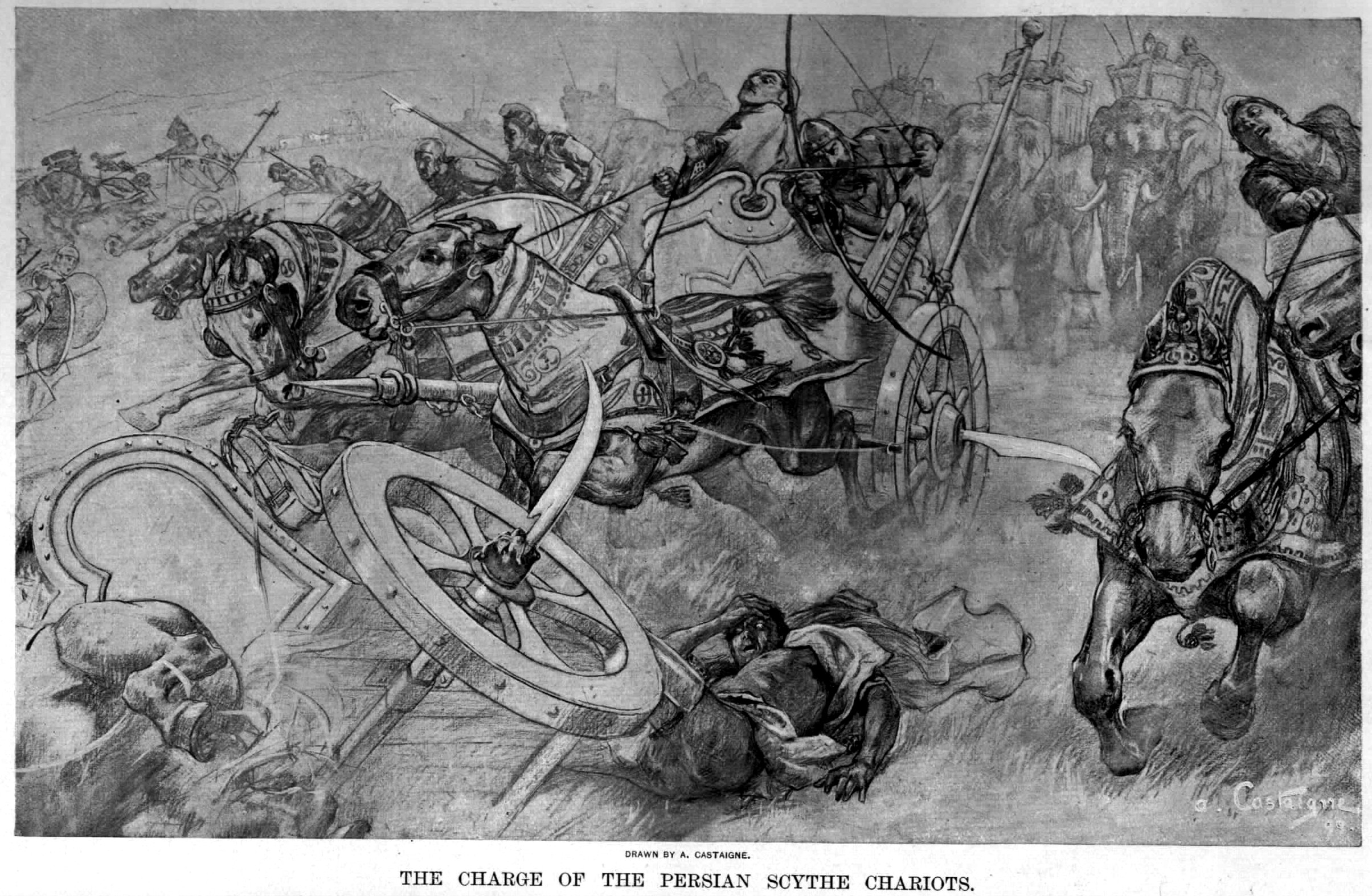
Carga de carros falcados propios de la época.

Desde allí, los romanos arrojaron numerosas piedras sobre el enemigo, forzando a los pónticos a huir a la llanura para unirse al grueso de su ejército. Las muertes pónticas fueron 3000, y también fueron perseguidas por el ala izquierda romana, al mando de Murena, que los esperaba río abajo.
Mientras, Sila desplegaba en las alas a la caballería, él mismo al mando del ala derecha y Murena de la izquierda. Sus lugartenientes, Galba y Ortensio, quedaron a cargo de algunas cohortes de reserva y fueron enviados al monte Thurium para evitar que se intentara flanquearlos. Podían ver como el enemigo destinaba a sus alas abundante caballería e infantería ligera con la clara intención de envolver a los romanos y rodearlos.
La carga repentina de Ericio y Murena contra el ala derecha póntica provocó el terror entre las tropas de Arquelao, y según Plutarco fue una de las causas principales de su derrota. El general Arquelao, que estaba cerca del monte, no podía desplegar todo su ejército ni tampoco retirarse en orden por el campo de batalla; Sila se dio cuenta de esto y entendió que debía aprovecharlo antes que el enemigo pudiera organizarse y aprovechar su superior número. El procónsul ordenó atacar rápidamente, sacando partido al caos en que se sumía el enemigo. y que tenía algunas tropas aun en el campamento.

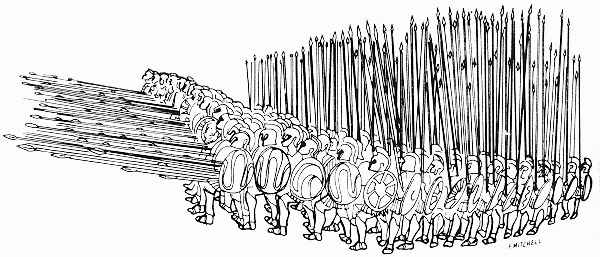
Ilustración de una falange helenística.

Arquelao no esperaba tener que luchar aún, y envió un destacamento de caballería a detener la ofensiva, pero este fue empujado contra el Thurium y aniquilado. Luego envió 60 carros a romper las líneas romanas, pero los legionarios abrieron sus filas y dejaron pasar a los carros, que acabaron rodeados y masacrados. Al parecer, los legionarios retrocedieron cuando se acercaron y los carros se encontraron con que Sila había construido trincheras y empalizadas en la planicie, dejándolos atrapados entre las estacas y muriendo ante una lluvia de jabalinas. Los sobrevivientes huyeron a sus propias filas, causando caos entre los infantes pónticos, lo que aprovecharon las legiones para atacar. Después vino el choque de las infanterías, los pónticos marchaban en falange armados con sus sarisas y en orden cerrado escudo con escudo. Los romanos lanzaron sus pilum sobre ellos y después con sus gladius intentaron cortar las lanzas enemigas para llegar al combate cuerpo a cuerpo.
La primera línea póntica se componía de 15 000 esclavos manumitidos por Arquelao y entrenados como hoplitas, a los que los legionarios consiguieron rechazar, en palabras de Plutarco, «con valor sobrehumano» y gracias a sus jabalinas y una «lluvia de balas incendiarias» lanzadas por la segunda línea romana. Arquelao intentó rodear a las legiones estirando su ala derecha, pero Hortensio y Galba supieron contenerlo con su reserva. Entonces los pónticos enviaron 2000 jinetes y empujaron a la reserva contra las montañas, separándolos del ejército de Sila y rodeándolos, pero estos resistieron.
Enterado, Sila intentó ayudar a su ala derecha con parte de la caballería, pero Arquelao se dio cuenta al ver los estándartes del procónsul en movimiento y la enorme polvareda levantada. Mientras, Taxiles cargó contra Murena en el ala izquierda y Sila, sin saber cuál flanco estaba en mayor peligro, envió cuatro cohortes a rescatar a Murena mientras él mismo con otras dos salió a ayudar a Hortensio. Este último había resistido valientemente a pesar de estar rodeado, y cuando Sila apareció los pónticos empezaron a retirarse hacia el monte Acontium. Después de esto, Sila fue a ayudar a Murena pero al llegar lo encontró victorioso y juntos persiguieron al enemigo.

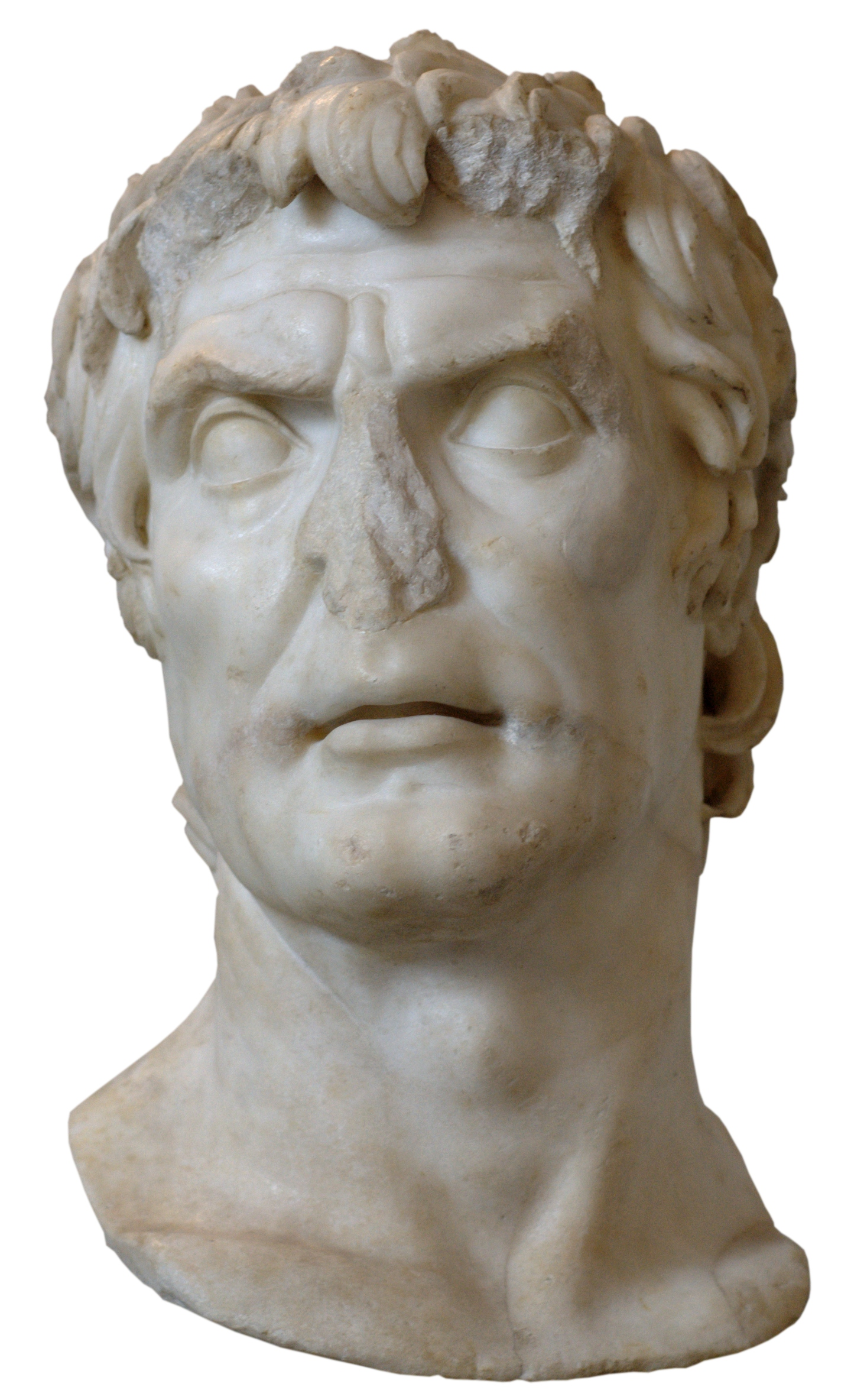
Busto de Sila.

Cuando sus dos alas cedieron, el centro no se pudo mantener y huyó en desorden. Muchos escaparon a los montes perseguidos por los romanos, otros al campamento donde Arquelao les cerró la puerta y les ordenó volver a luchar. Obedecieron pero no tenían oficiales que los ordenaran y por tanto, estaban sumidos en el caos y huyeron de nuevo. Cuando los romanos les dieron alcance los masacraron; algunos murieron pisoteados cuando la masa acorralada intentó escapar. Cuando Arquelao abrió las puertas a los fugitivos entró el enemigo.

## Consecuencias
Según historiadores antiguos, las bajas de los vencidos fueron 110 000, escapando apenas 10 000 sobrevivientes. Livio sostiene que los pónticos dejaron 100 000 cadáveres. Las bajas romanas habría sido apenas 12 según Plutarco, 13 según Eutropio o  15 según Apiano.
El resultado de una completa victoria romana fue, según el historiador moderno italiano Giovanni Brizzi, por la decisión de Sila de formar y utilizar correctamente una reserva durante la batalla.
Después de la batalla, Sila hizo levantar un trofeo con las armas de los vencidos (que fue parcialmente quemado) en honor a Marte, Venus y Victoria, en la creencia de que la victoria se debió a la fortuna (de ahí su apodo Félix), habilidad y fuerza militar. Se colocó un trofeo en a orillas del arroyo Molus, el punto donde los pónticos empiezan a retroceder, y otro en el monte Thurium, donde se hizo una inscripción en la que se menciona Omoloicoy Anassidamo. La fiesta de la victoria se realizó en Tebas, pero los tebanos, por su actitud hostil a Roma, fueron castigados perdiendo la mitad de su territorio.
Después de esta victoria, los romanos persiguieron a Arquelao, que había huido a la isla de Zante, pero no lograron ocuparla y volvieron a Calcis. Mitrídates envió un nuevo ejército de 70 000 soldados a ayudar a Arquelao. Poco después, Sila obtuvo otra gran victoria no muy lejos de Queronea, en Orcómeno.

### Clásicas
Los libros son citados en números romanos y capítulos y párrafos en números arábigos. Entre paréntesis aparecen los apellidos de los traductores y/o editores de las ediciones usadas con el año correspondiente y las páginas citadas. 
- Apiano. Guerras mitridáticas. Libro XII de Historia Romana. Véase en: White, Horace (1899a). The Roman History of Appian of Alexandria: The foreign wars (en inglés) 1. Nueva York: The MacMillan Company.
- Apiano. Guerras civiles. Libro XIII de Historia Romana. Véase en: White, Horace (1899b). The Roman History of Appian of Alexandria: The civil wars (en inglés) 2. Nueva York: The MacMillan Company.
- Flavio Eutropio. Compendio de la Historia romana. Libro V. Véase en: Watson, John Shelby (1886). Eutropius, Abridgment of Roman History (en inglés). Londres: George Bell and Sons. Para ordenación numérica de párrafos y capítulos véase la versión digitalizada en latín por The Latin Library.
- Memnón de Heraclea Póntica. Historia de Heraclea. Véase en: Jacoby, Felix (1964). «434. Memnon von Herakleia». Die Fragmente der griechischen Historiker. 3B. Leiden: E. J. Brill. pp. 336-368. Para ordenación numérica de párrafos y capítulos véase la versión digitalizada en traducción griego-inglés por Andrew Smith, "Memnon: History of Heracleia (2)", web Attalus, 2004.
- Mestrio Plutarco. Vida de Sila, parte de Vidas paralelas. Véase en: Perrin, Bernadotte (1916).  William Heinemann, ed. Plutarch's Lives (en inglés) 4. Cambridge: Harvard University Press. Véase también en UChicago. En español en Imperium.
- Paulo Orosio. Historia contra los paganos. Libro VI. Véase en: Zangemeister, Karl Friedrich Wilhelm (1889).  Max Bänziger, ed. Pauli Orosii Historiarum adversum paganos libri VII (en latín). Leipzig: B. G. Teubner. Véase también Fear, Andrew T. (2010). Orosius: Seven Books of History Against the Pagans (en inglés). Liverpool: Liverpool University Press. ISBN 9781846312397.
- Sexto Julio Frontino. Estratagemas. Libro II. Véase en: Bennett, Charles E. (1925). Frontinus: The Man and The Works (en inglés). Cambridge: Harvard University Press.
- Tito Livio. Periocas. Véase en: Villar Vidal, José Antonio (2008). Tito Livio. Periócas, Periócas de Oxirrinco; Julio Obsecuente. Libro De Los Prodigios. Madrid: Gredos. ISBN 84-249-1696-4.

### Modernas
- Brennan, T. Corey (2000). The Praetorship in the Roman Republic: 122 to 49 BC (en inglés) II. Oxford: Oxford University Press. ISBN 9780195114607.
- Brizzi, Giovanni (1997). Storia di Roma. Dalle origini ad Azio (en italiano). Boloña: Pàtron Ed. ISBN 9788855524193.
- Griffith, Guy Thompson (1935). The Mercenaries of the Hellenistic World (en inglés). Cambridge: Cambridge University Press.
- Hind, John G. H. (1994). «Mithridates».  En J. A. Crook; Andrew Lintott; Elizabeth Rawson, ed. The Cambridge Ancient History: The last age of Roman Republic, 146-43 BC (en inglés). Cambridge: Cambridge University Press. pp. 129-164. ISBN 9780521256032.
- Kromayer, Johannes; II (1907). Antike Schlachtfelder in Griechenland: Die hellenistisch-römische Periode: von Kynoskephalae bis Pharsalos (en alemán). Berlín: Zweiter Band.
- Magie, David (2017). Roman Rule in Asia Minor. To the End of the Third Century After Christ: Notes II. Princenton: Princeton University Press. ISBN 9781400887743.
- Piganiol, André (1989). Le conquiste dei Romani (en italiano). Milán: La Cultura. Traducción francés-italiano por Filippo Coarelli. ISBN 88-04-32321-3.
- Zoumbaki, Sophia (2017). «Sulla, the Army, the Officers and the poleis of Greece: A Reassessment of Warlordism in the First Phase of the Mithridatics Wars».  En Toñi Ñaco del Hoyo; Fernando López Sánchez, ed. War, Warlords, and Interstate Relations in the Ancient Mediterranean (en inglés). Leiden: Brill. pp. 351-379. ISBN 9789004354050.